# 2060
2060 (ММLX) е високосна година, започваща в четвъртък според Григорианския календар. Тя е 2060-ата година от новата ера, шестдесетата от третото хилядолетие и първата от 2060-те.